# Loch Truderscaig
Loch Truderscaig är en sjö i Storbritannien.   Den ligger i kommunen Highland och riksdelen Skottland, i den norra delen av landet, 800 km norr om huvudstaden London. Loch Truderscaig ligger 128 meter över havet. Arean är 0,64 kvadratkilometer.  Trakten runt Loch Truderscaig består i huvudsak av gräsmarker. Den sträcker sig 1,2 kilometer i nord-sydlig riktning, och 1,1 kilometer i öst-västlig riktning.